# Historiska byar i Shirakawa-go och Gokayama
Historiska byar i Shirakawa-gō och Gokayama  är sedan 1995 ett av Japans världsarv. Det består av tre byar invid floden Shogawa och sträcker sig över gränsen mellan Gifu prefektur och Toyama prefektur i norra Japan.
I området Shirakawa-gō (白川郷, "Vita flodens gammeldistrikt"), i Gifu prefektur, ligger byn Shirakawa. I Gokayama (五箇山, "Fem berg"), i Toyama prefektur, ligger de två andra gamla byarna Kamitaira och Taira i Nanto.

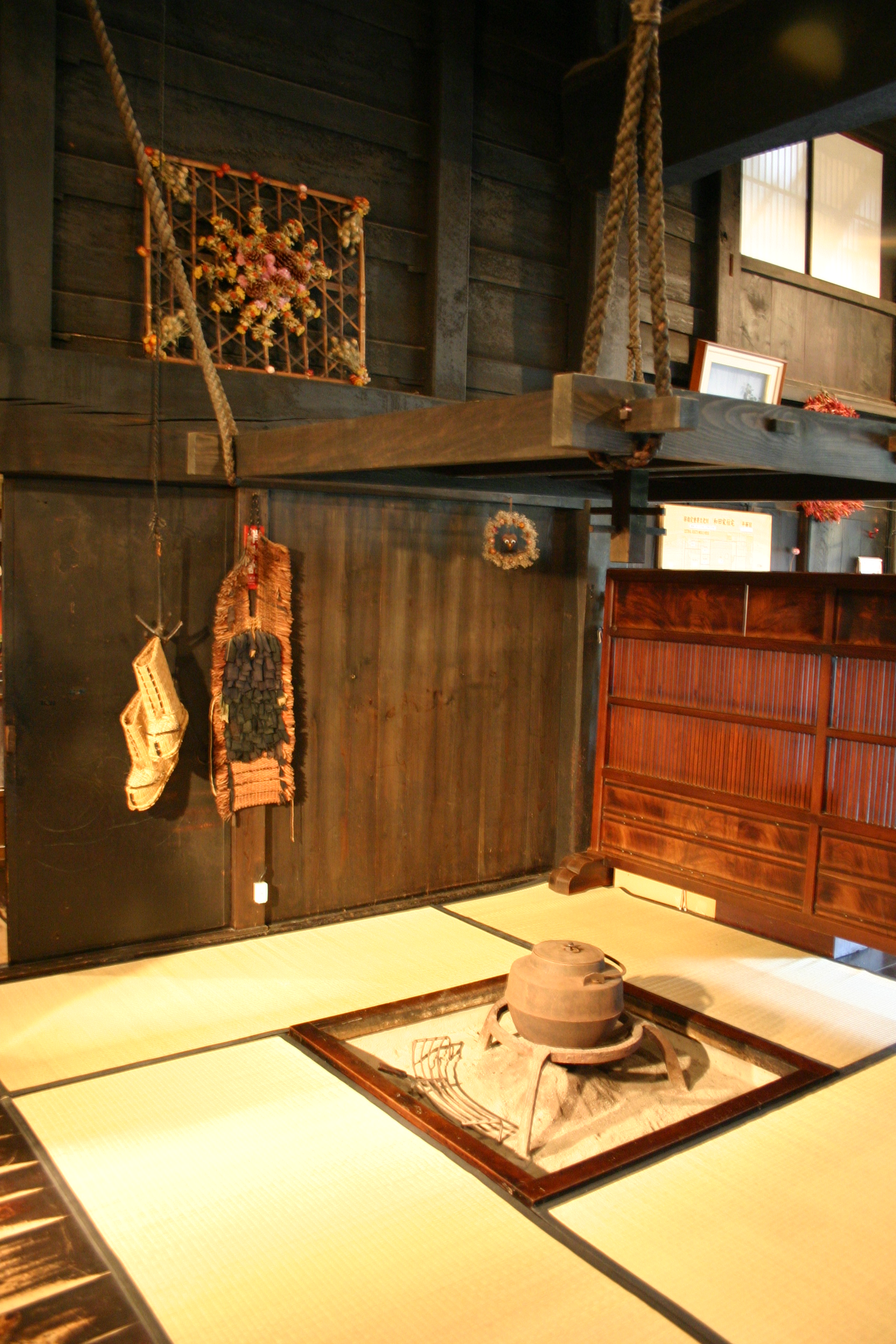
En eldstad i Shirakawa-gō.

## Byggnaderna
Byarna är välkända för sina hus uppförda i en arkitektonisk stil kallad gasshō-zukuri (合掌造り). Stilen Gassho-zukuri, "bedjarhändernas konstruktion" kännetecknas av halmtak och starkt sluttande tak som liknar två händer sammanförda i bön. Klimatet i området kräver dessa starka och sluttande taken för att stå emot den tunga snön och för att snabbt få bort regnvattnet så att inte takhalmen ruttnar.
De täta skogbeklädda bergen i regionen upptar än idag 96 % av allt land i området, och före införandet av tunga schaktmaskiner, begränsade de smala banden av plan mark längs dalgångarna möjligheterna för jordbruks- och bostadsutveckling. Husen i byarna har därför tre eller fyra våningar omgivna av låga de takfötterna och avsåg, historiskt, husera storfamiljer på uppemot 30 personer med ett stora utrymmen för olika verksamheter.
De övre våningarna av gasshohusen användes vanligen för silkesodling, med nedersta våningen användes för att producera salpeter, en av råvarorna som behövdes för att producera svartkrut.
Övervåningarna under taket var vikta åt produktionen av silkesmaskar.
Av totalt 1800 hus i området finns endast knappt 150 kvar. Den största byn Ogimachi har 59 gassho-hus samt ett friluftsmuseum med säsongsblommor. Suganuma och Ainokura, ligger båda i Gokoyama-området och på bergssluttningen. I Suganuma finns 9 gassho-hus och i Ainokura finns ett 20-tal gassho-hus.